# Manhunt International
Manhunt International – międzynarodowy konkurs piękności dla mężczyzn rozgrywany od 1993. Korzenie samego konkursu sięgają jednak 1987, kiedy to z inicjatywy Alexa Liu, dyrektora Metromedia Singapore zorganizowano pierwszy konkurs. 

## Zwycięzcy konkursu
| Rok  | Kraj              | Zwycięzca                | Miejsce    | Liczba uczestników |
| ---- | ----------------- | ------------------------ | ---------- | ------------------ |
| 1993 | Niemcy            | Thomas Sasse             | Gold Coast | 24                 |
| 1994 | Grecja            | Nikos Papadakis          | Gold Coast | 24                 |
| 1995 | Południowa Afryka | Albe Geldenhuys          | Singapur   | 35                 |
| 1997 | Nowa Zelandia     | Jason Erceg              | Singapur   | 38                 |
| 1998 | Szwecja           | Peter Eriksen            | Gold Coast | 34                 |
| 1999 | Wenezuela         | Ernesto Calzadilla       | Manila     | 43                 |
| 2000 | Australia         | Brett Wilson             | Singapur   | 33                 |
| 2001 | Indie             | Rajeev Singh             | Pekin      | 43                 |
| 2002 | Francja           | Fabrice Wattez           | Szanghaj   | 46                 |
| 2005 | Turcja            | Tolgahan Sayışman        | Pusan      | 42                 |
| 2006 | Stany Zjednoczone | Jaime Augusto Mayol      | Jinjiang   | 53                 |
| 2007 | Chiny             | Jeffrey Zheng Yu Guang   | Gangwon    | 48                 |
| 2008 | Maroko            | Abdelmoumen El Maghraouy | Seul       | 47                 |
| 2010 | Słowacja          | Peter Meňky              | Taizhong   | 50                 |
| 2011 | Chiny             | Chen Jiang Feng          | Seul       | 48                 |
| 2012 | Filipiny          | June Macasaet            | Bangkok    | 53                 |
| 2016 | Szwecja           | Patrik Sjöö              | Shenzhen   | 43                 |
| 2017 | Wietnam           | Trương Ngọc Tình         | Bangkok    | 37                 |
| 2018 | Hiszpania         | Vicent Llorach Gonzalez  | Gold Coast | 30                 |
| 2020 | Holandia          | Paul Luzineau            | Manila     | 36                 |
| 2022 | Australia         | Lochie Carey             | Manila     | 33                 |
| 2024 | Tajlandia         | Kevin Dasom              | Ajutthaja  | 37                 |

## Kraje zwycięskie
| Liczba zwycięstw | Kraj              | Lata       |
| ---------------- | ----------------- | ---------- |
| 2                | Australia         | 2000, 2022 |
| 2                | Szwecja           | 1998, 2016 |
| 2                | Chiny             | 2007, 2011 |
| 1                | Niemcy            | 1993       |
| 1                | Grecja            | 1994       |
| 1                | Południowa Afryka | 1995       |
| 1                | Nowa Zelandia     | 1997       |
| 1                | Wenezuela         | 1999       |
| 1                | Indie             | 2001       |
| 1                | Francja           | 2002       |
| 1                | Turcja            | 2005       |
| 1                | Stany Zjednoczone | 2006       |
| 1                | Maroko            | 2008       |
| 1                | Słowacja          | 2010       |
| 1                | Filipiny          | 2012       |
| 1                | Wietnam           | 2017       |
| 1                | Hiszpania         | 2018       |
| 1                | Holandia          | 2020       |
| 1                | Tajlandia         | 2024       |

## Reprezentanci Polski
| Rok  | Imię i nazwisko       | Miasto            | Dane                | Sukces |
| ---- | --------------------- | ----------------- | ------------------- | ------ |
| 1997 | Kamil Karasek         | Kłodzko           | Mister Poland 1996  | -      |
| 2002 | Janusz Mojsiewicz     | Cieszyn           | delegowany z Grecji | -      |
| 2010 | Mariusz Dobosz        | Lublin            | Manhunt Poland 2010 | -      |
| 2011 | Błażej Stankiewicz    | Gdańsk            | Manhunt Poland 2011 | -      |
| 2012 | Michał Danilewicz     | Biała Podlaska    | Manhunt Poland 2012 | -      |
| 2016 | Mateusz Petromichelis | Sosnowiec         | Manhunt Poland 2016 | -      |
| 2017 | Piotr Żyjewski        | Różańsko          | Manhunt Poland 2017 | Top 16 |
| 2018 | Patryk Tomaszewski    | Lublin            | Manhunt Poland 2018 | Top 16 |
| 2020 | Adrian Michałowski    | Zgorzelec         | Manhunt Poland 2019 | Top 16 |
| 2022 | Marcin Niedzielski    | Ostrów Mazowiecka | Manhunt Poland 2022 | -      |